# The Pas
The Pas (französisch Le Pas) ist eine Stadt in der kanadischen Provinz Manitoba mit 5369 Einwohnern (2016). Sie ist Sitz des römisch-katholischen Erzbistums Keewatin-Le Pas.

## Geographie
The Pas liegt am Saskatchewan River sowie rund 15 Kilometer südlich des Clearwater Lake. Die Provinz-Hauptstadt Winnipeg befindet sich in einer Entfernung von 520 Kilometern im Südosten. Der Manitoba Highway 10 führt mitten durch The Pas. Außerdem liegt die Gemeinde an der so genannten Northern Woods and Water Route, einer touristischen Route die durch die vier westlichen Provinzen Kanadas führt.

## Geschichte
Ureinwohner der Gegend waren die Cree. Ende des 17. Jahrhunderts bereiste Henry Kelsey mit einigen Siedlern die Region, die dort im Pelzgeschäft Fuß fassten. Der Handel mit Fellen, der Fischfang sowie Aktivitäten in der Holzwirtschaft und im Bergbau bildeten über viele Jahre hinweg die Lebensgrundlage der Einwohner. Der Ort wurde zunächst  Paskoya genannt und gründet sich mit hoher Wahrscheinlichkeit auf die Bezeichnung der Cree für ‚enge Stelle‘ (des Flusses). Die offizielle Stadtgründung erfolgte im Jahr 1912.
Die Stadt beherbergt heute Teile der University College of the North (UCN), die Eishockeymannschaft der OCN Blizzards sowie das Sam Waller Museum.

## Northern Manitoba Trappers’ Festival
Seit dem Jahr 1948 findet in The Pas in jedem Jahr im Februar das Northern Manitoba Trappers’ Festival statt. Hierbei werden verschiedene Wettbewerbe ausgetragen, beispielsweise Bisamratten-Fellenthäutung (muskrat skinning), Eisfischen, Kettensägenwettkämpfe und Bannockbrotbacken. Höhepunkt ist ein dreitägiges Schlittenhunderennen über eine Distanz von insgesamt 105 Meilen.

## Söhne und Töchter der Stadt
- Curt Giles (* 1958), Eishockeyspieler
- Glen Gulutzan (* 1971), Eishockeyspieler
- Helen Betty Osborne, (1952–1971), ermordete junge Indianerin